# Edmund Styp-Rekowski
Edmund Styp-Rekowski (ur. 12 września 1906 w Płotowie (powiat bytowski), zm. 9 lipca 1941 w obozie koncentracyjnym Mauthausen-Gusen) – nauczyciel, działacz Związku Polaków w Niemczech, więzień i ofiara niemieckich nazistowskich obozów koncentracyjnych.

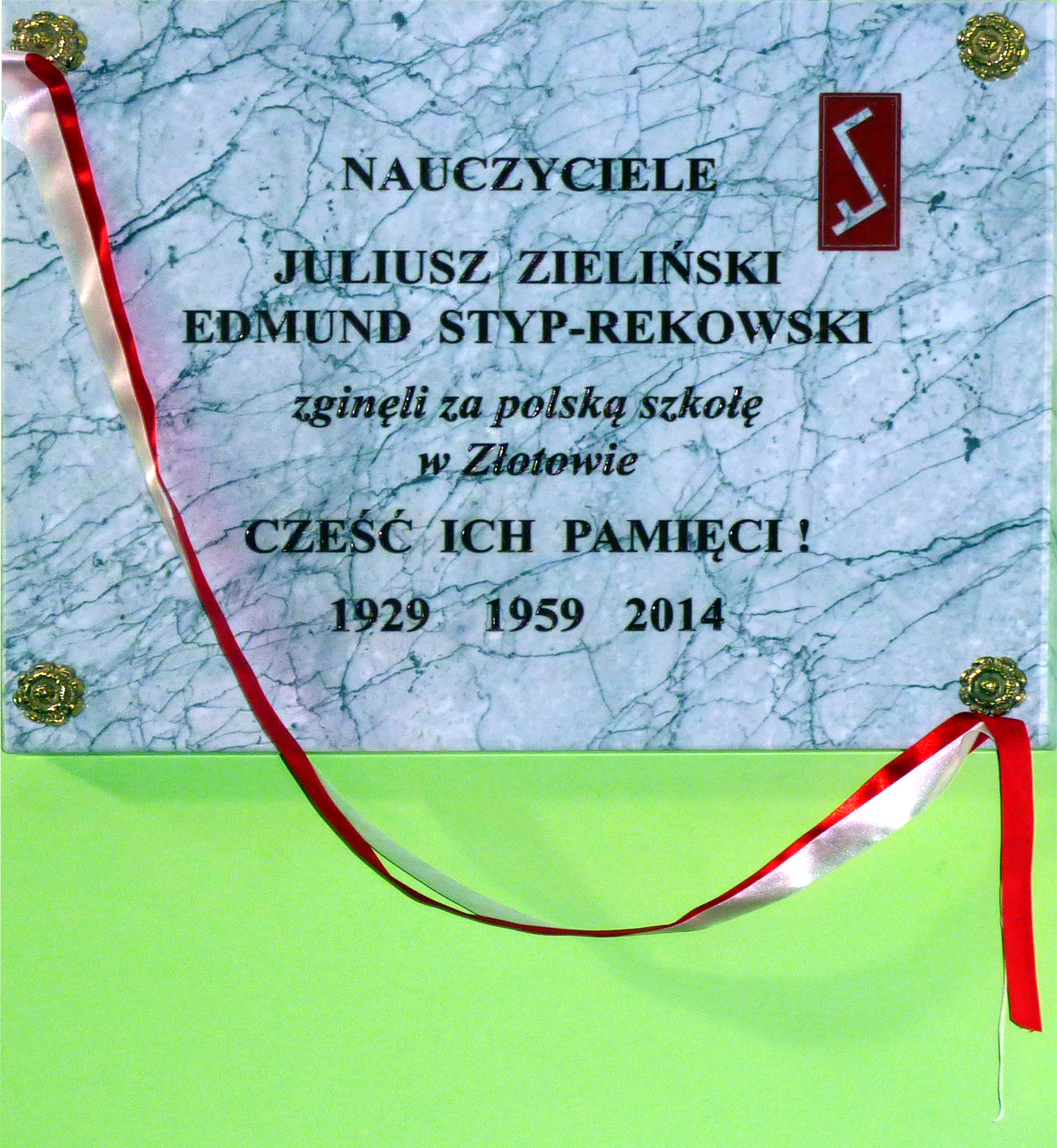
Tablica pamiątkowa wmurowana w Szkole Podstawowej nr 1 w Złotowie, poświęcona Edmundowi Styp-Rekowskiemu, a także innemu pedagogowi ziemi złotowskiej, Juliuszowi Zielińskiemu

Był synem Jana Styp-Rekowskiego i Weroniki (z d. Bruskiej), gospodarzy wiejskich (Jan był zarazem aktywnym społecznikiem i działaczem polonijnym, prezesem Związku Polaków w Niemczech Okręgu Kaszuby) w Płotowie (do II wojny światowej w granicach Niemiec, pod niem. nazwą Groß Platenheim).
Edmund Styp-Rekowski odebrał wykształcenie nauczycielskie, i jako członek rodziny silnie zaangażowanej w działalność społeczną i polonijną na terenie Niemiec uczył w szkołach i prowadził aktywną działalność wśród młodzieży: w Podmoklach Małych, Bytowie, w Polskiej Wiśniewce w powiecie złotowskim. Niemieckie władze uważnie obserwowały jego działalność i stosowały wobec niego różnego rodzaju represje, np. za rzekomą obrazę Hitlera skazany został na 9 miesięcy więzienia, co uniemożliwiło mu wykonywanie zawodu nauczyciela . Konsekwentnie 4 czerwca 1938 roku niemieckie władze oświatowe odebrały mu prawo nauczania, zarzucając polityczną agitację. Represje te spowodowały, że Edmund Styp-Rekowski wykonywać mógł pracę o charakterze administracyjnym, wobec czego od zarządu Związku Harcerstwa Polskiego w Niemczech uzyskał posadę komendanta hufca w Złotowie. Później zatrudniony został w podtrzymującej od 1906 roku polską tożsamość narodową w Złotowie Spółdzielni Rolniczo-Handlowej „Rolnik”. Był też w Złotowie jednym ze społecznych opiekunów harcerstwa.
Przed wybuchem II wojny światowej pozbawiony prawa nauczania Edmund Styp-Rekowski pracował jako kierownik administracyjny w Gimnazjum Polskim w Kwidzynie. Na samym początku wojny został aresztowany. Po kilku miesiącach, 18 grudnia 1939 roku został osadzony najpierw w obozie Stutthof, a następnie w kwietniu 1940 wraz z grupą innych więźniów przetransportowany do obozu koncentracyjnego Sachsenhausen, gdzie spotkał się ze swoim ojcem Janem oraz braćmi Alfonsem i Józefem . Z Sachsenhausen trafił ostatecznie obozu koncentracyjnego Mauthausen-Gusen, gdzie zmarł – wg zachowanej karty zgonu – rankiem 9 lipca 1941 roku.
Edmund Styp-Rekowski, jako postać zasłużona w podtrzymywaniu tradycji polskości na terenach dawnego zaboru pruskiego, które po I wojnie światowej pozostały w granicach Niemiec, a zarazem ofiara II wojny światowej zmarła w niemieckim nazistowskim obozie koncentracyjnym, doczekał się po wojnie upamiętnienia m.in. w postaci pamiątkowej tablicy wmurowanej w 1959 roku, w 30 rocznicę powstania polskiej szkoły w Złotowie, w ścianę tamtejszej Szkoły Podstawowej nr 1. Tablicę tę w roku 2014 zastąpiono nową (o nieznacznie zmienionej treści) – widoczną na ilustracji z prawej.